# Australomimetus spinosus
Espèce
Australomimetus spinosus est une espèce d'araignées aranéomorphes de la famille des Mimetidae.

## Distribution
Cette espèce est endémique d'Australie. Elle se rencontre en Australie-Occidentale et au Queensland.

## Description
Le mâle décrit par Harms et Harvey en 2009 mesure 4,26 mm et la femelle 4,78 mm.

## Publication originale
- Heimer, 1986 : Notes on the spider family Mimetidae with description of a new genus from Australia (Arachnida, Araneae). Entomologische Abhandlungen Staatliches Museum für Tierkunde Dresden, vol. 49, p. 113-137.